# St. Michael (Lendersdorf)

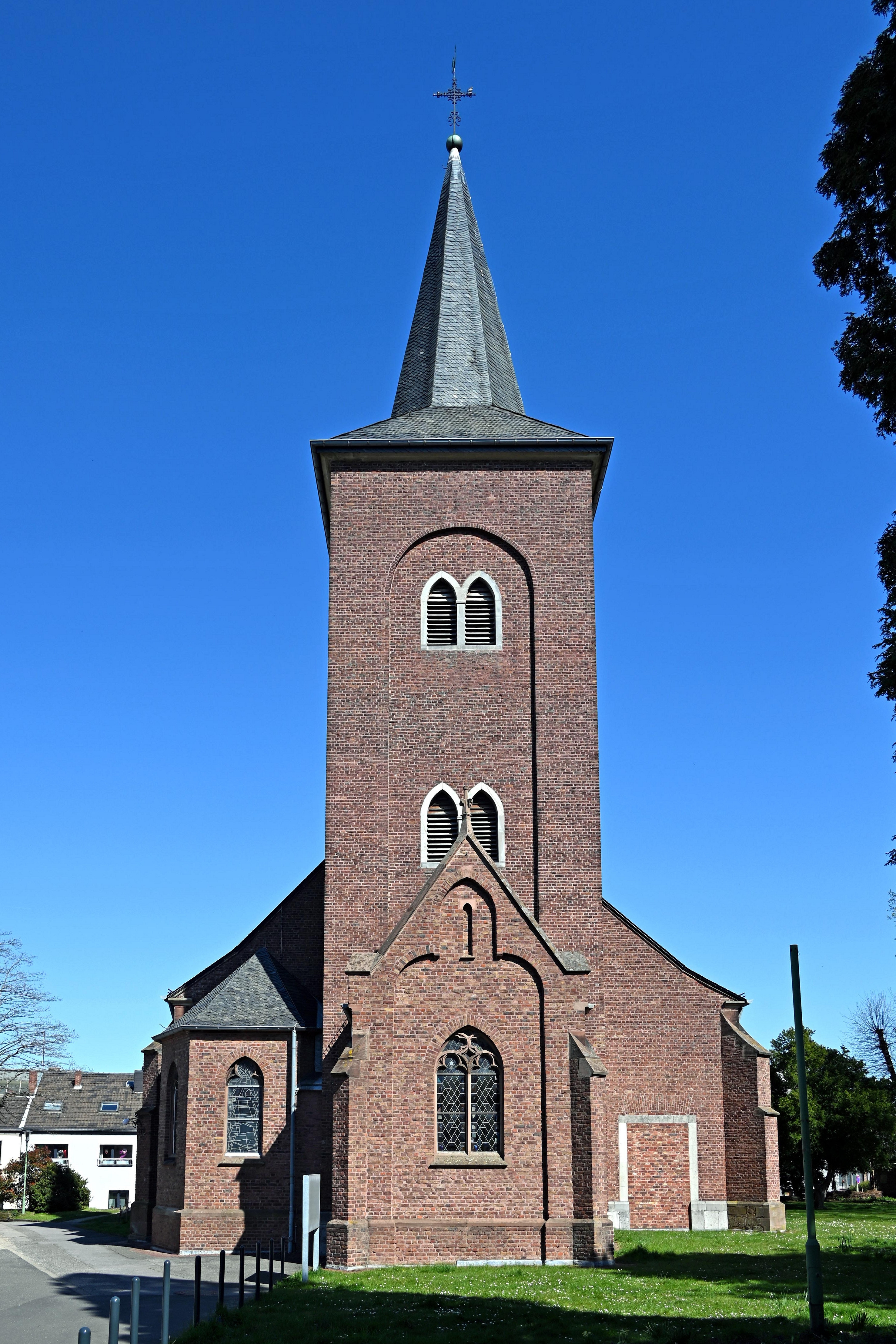
St. Michael Lendersdorf, Westseite. Links die Taufkapelle, vor dem Turm der Eingangsbereich

Die Kirche St. Michael ist die römisch-katholische Pfarrkirche des Dürener Stadtteil Lendersdorf im Kreis Düren, Nordrhein-Westfalen.
Die katholische Kapelle St. Hubertus in Kufferath ist eine Filialgemeinde der Pfarrgemeinde St. Michael.

## Baugeschichte
Eine Kirche wird im Jahre 1222 in Lendersdorf erwähnt. Der ursprüngliche Teil der Kirche entstand um 1500 über einem romanischen Vorgängerbau. Es wurden bearbeitete Steine des Vorgängerbaus verarbeitet, die bis heute von außen gut sichtbar sind. 1843 stürzte ein Teil des Turms ein, woraufhin man sich zu einer Verlängerung der Kirche um zwei Joche und den kompletten Neubau eines Turms entschied. 1883 wurde die Kirche in neugotischem Stil reich ausgemalt. Eine Taufkapelle und ein Eingangsbereich westlich sowie nördlich des Turms wurden 1889 angefügt. Der ursprüngliche Teil des Gotteshauses ist im gotischen, der Neubau im neugotischen Stil erbaut. Der Anbau einer Sakristei an der Nordseite und eines Zweckraums gegenüberliegend auf der Südseite erfolgte 1929. Um 1935 wurde die neugotische Ausmalung der Kirche weiß überstrichen. Zwischen 1950 und 1972 wurden die Kanzel und die Kommunionbank entfernt, letztere fand neue Verwendung als Brüstung der Orgelbühne. 1995–99 erfolgte eine umfangreiche Renovierung des Innenraumes und der Fenster, wobei die überstrichene Ausmalung von 1883 und vermutlich auch früher zum Vorschein kam. Teile sind nun wieder sichtbar. 2010 wurde die neugotische Innenausmalung des Eingangsbereichs unter dem Turm rekonstruiert.

## Ausstattung

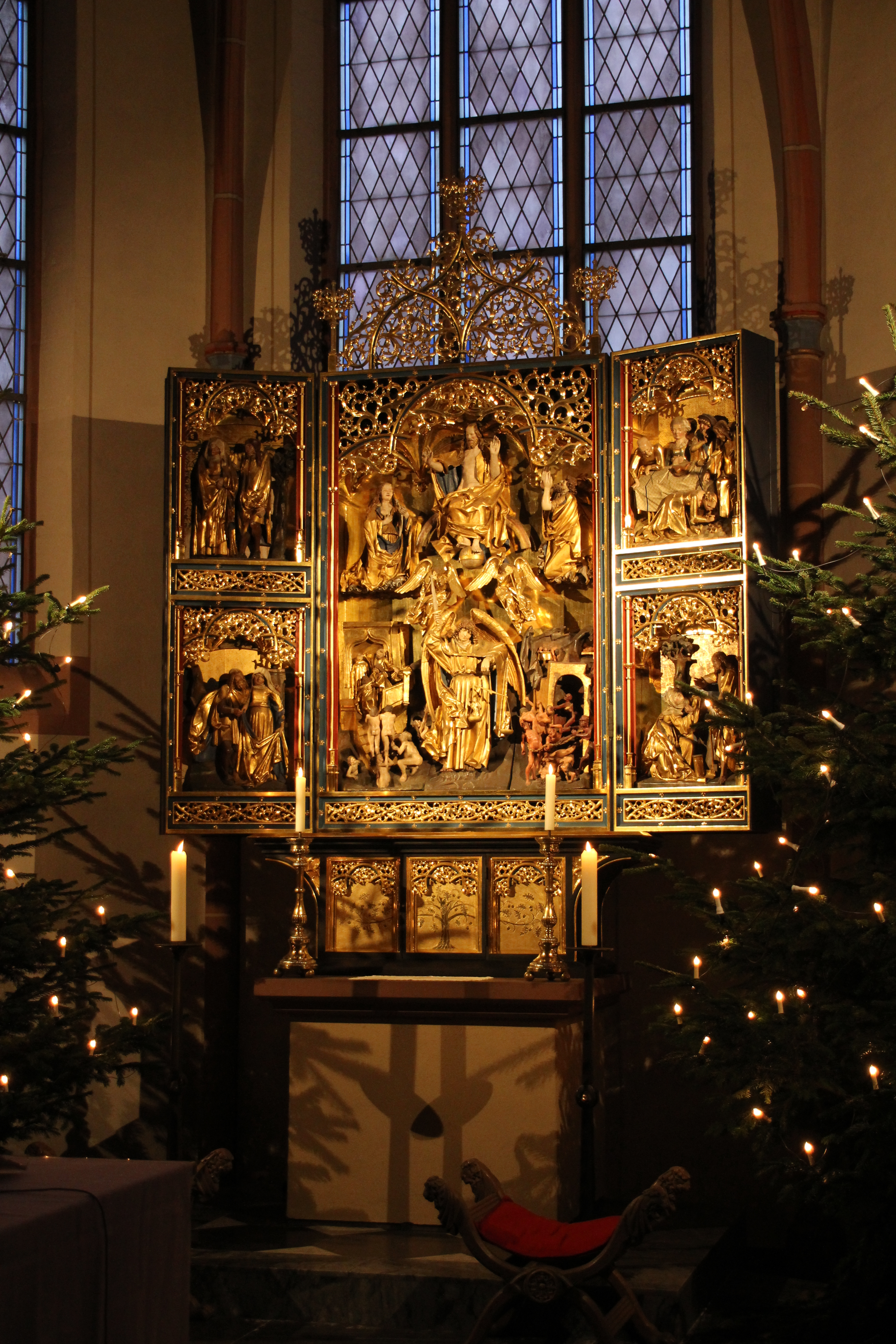
Hochaltar von Benedikt Dreyer, 1525

Die Pfarrkirche besitzt einen dreiflügeligen Schnitzaltar des Lübecker Meisters Benedikt Dreyer mit Malereien des Meisters der Lüneburger Fußwaschung von etwa 1525, einem der bedeutendsten Kunstwerke dieser Art im Rheinland. Beim Einsturz des Kirchturmes im Jahr 1843 wurde der Altar schwer beschädigt. Der Aachener Künstler, der den Altar restaurieren sollte, baute zwei Figurengruppen aus und ersetzte sie durch Duplikate. Die Originale befinden sich heute im Metropolitan Museum of Art in New York City. Im Frühjahr 1940 wurde der ehemalige Hochaltar, der 1734 auseinandergenommen wurde, wiederhergestellt. Die Reliefs und die Michaelsstatue wurden erstmals im Leopold-Hoesch-Museum ausgestellt. Der damalige Museumsleiter setzte sich sehr für die Wiederherstellung des Altars ein.
Dass nicht nur zwei, sondern alle vier Flügelreliefs Kopien des 19. Jahrhunderts sind, wurde erst 1979/80 bei Untersuchungen der Skulpturen in der Werkstatt des Landeskonservators Rheinland festgestellt.
Die Kirche ist eine dreischiffige Basilika aus Bruchstein mit fünffenstrigem Chor und zwei ursprünglichen Seitenjochen. Die Kreuzgewölbe im Inneren haben Schienenrippen.
Auf dem Türsturz der Seitenpforte auf der Nordseite ist folgende Inschrift zu lesen: „Gedenken wir in christlicher Liebe derer, welche als wahre Makkabaeer bereit waren fürs Vaterland zu sterben. Tiefer als in Stein sind in unsern Herzen eingegraben ihre Namen“, daneben befinden sich zwei in die Wand eingelassene Steintafeln, auf denen die Gefallenen der beiden Weltkriege aus Lendersdorf eingetragen sind.
Die irreparable Orgel wurde im Februar 2007 demontiert und durch eine neue ersetzt. Sie wurde am 21. Oktober 2007 eingeweiht.

## Glocken
| Nr. | Name | Durchmesser (mm) | Masse (kg, ca.) | Schlagton (HT-1/16) | Gießer                                         | Gussjahr | Sonstiges                                                                                          |
| 1   | –    | 1.200            | 1.030           | e′                  | Johann van Trier & Gregorius van Trier, Aachen | 1424     | –                                                                                                  |
| 2   | –    | 1.100            | 810             | g′                  | Johann van Trier & Gregorius van Trier, Aachen | 1424     | –                                                                                                  |
| 3   | –    | –                | –               | a′                  | –                                              | 1732     | Leihglocke aus der Roten Kirche (St. Georg), Oberpritschen (Schlesien) (polnisch: Przyczyna Górna) |

Motiv: Te Deum

## Denkmal
Die Kirche ist unter Nr. 3/26 in die Denkmalliste der Stadt Düren eingetragen.

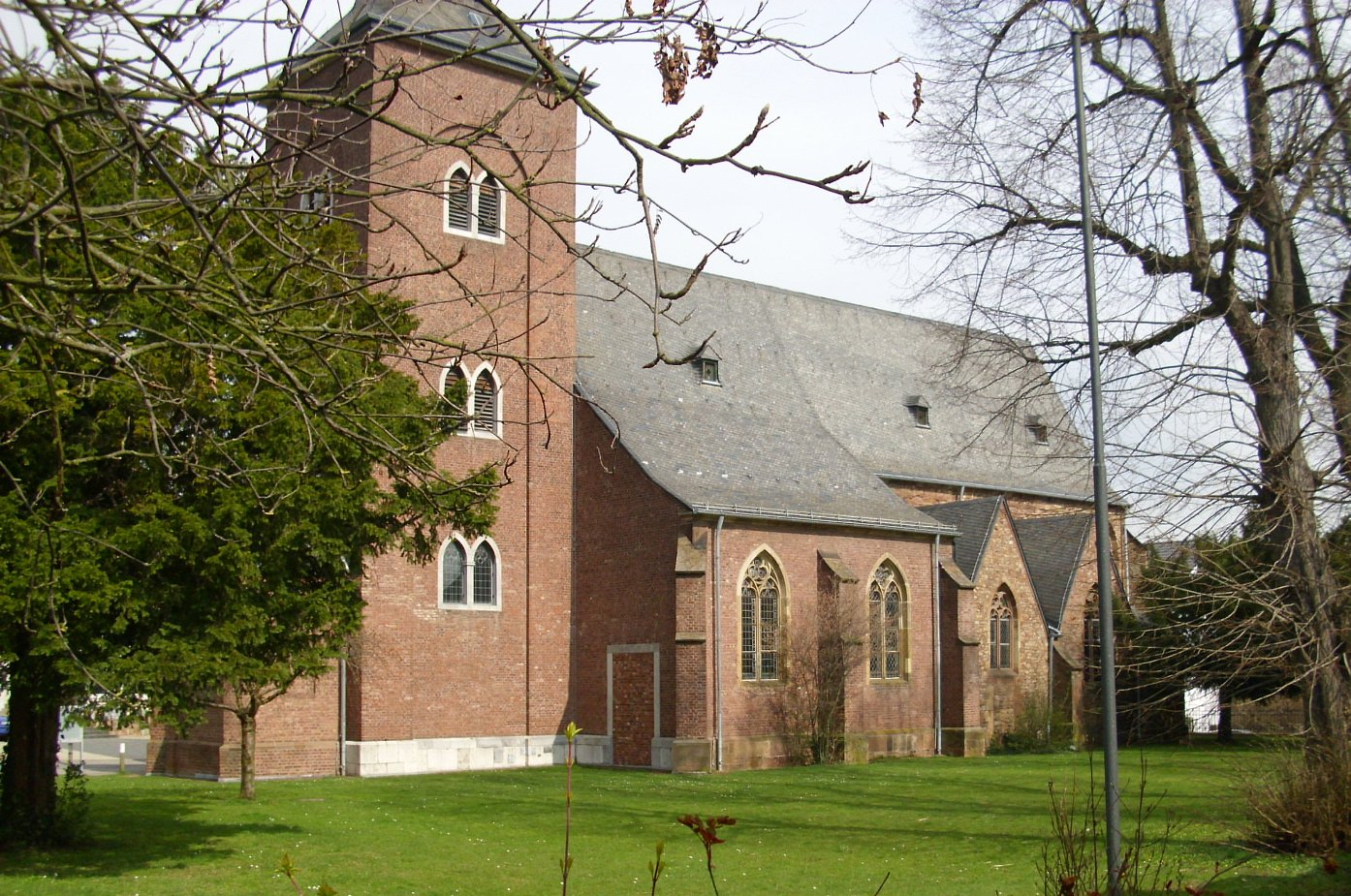
Die Süd- und Westseite der Kirche, der vordere Teil ist der Neubau des 19. Jh.
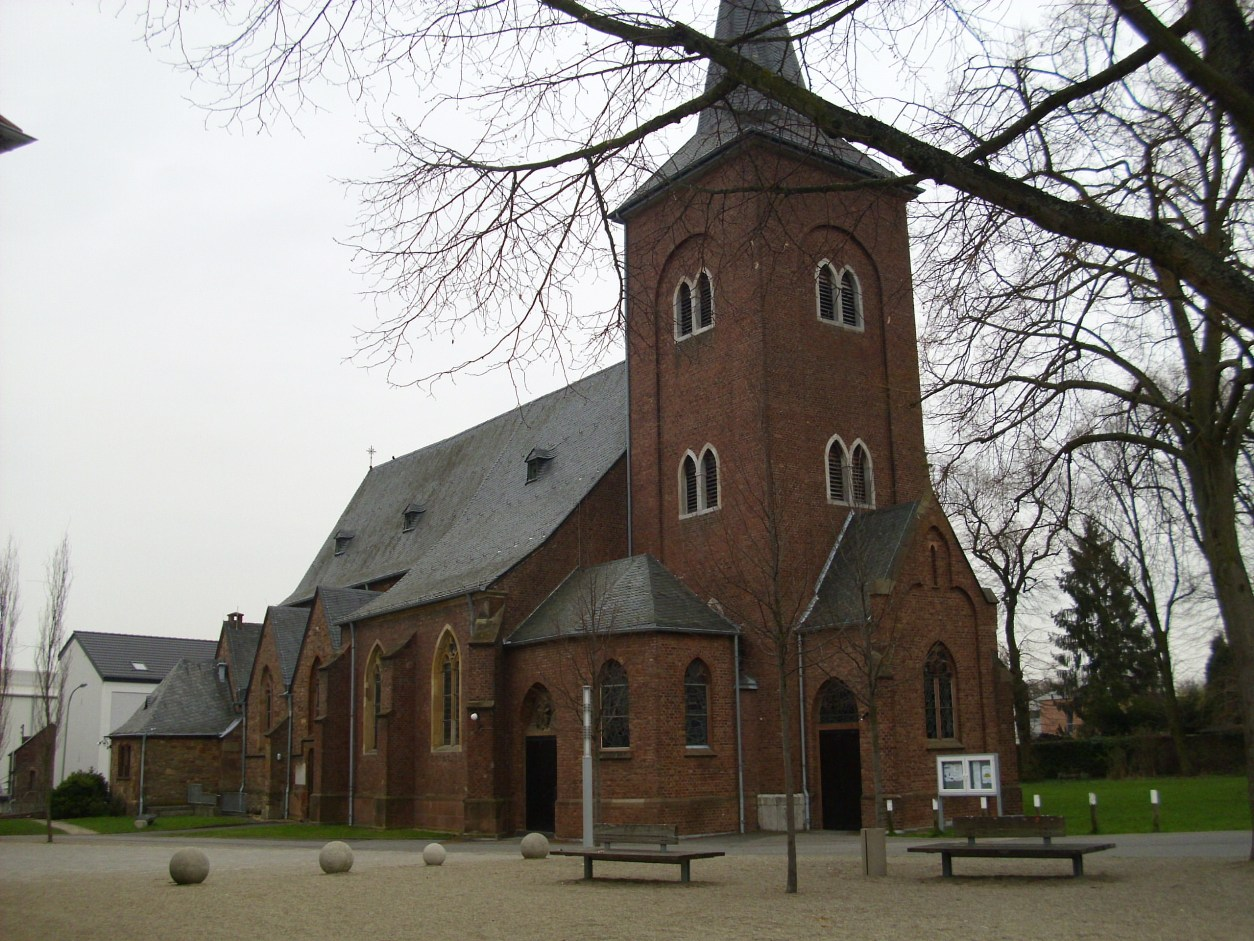
Die Nord- und Westseite der Kirche, der vordere Teil ist der Neubau des 19. Jh.
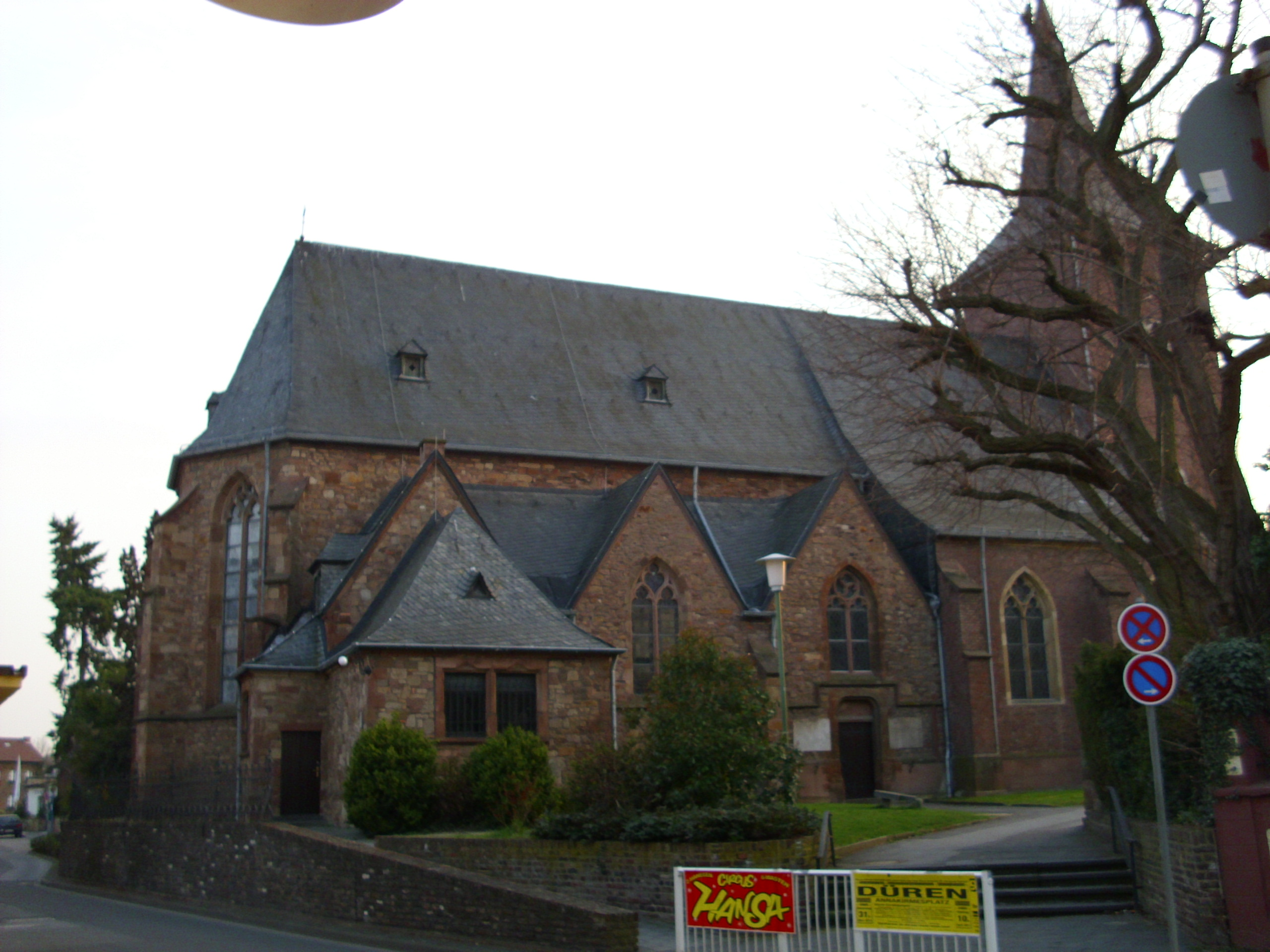
Der Chor der Kirche mit Sakristei im Vordergrund. Rechts daneben ist die Seitenpforte mit den Gedenktafeln zu erkennen
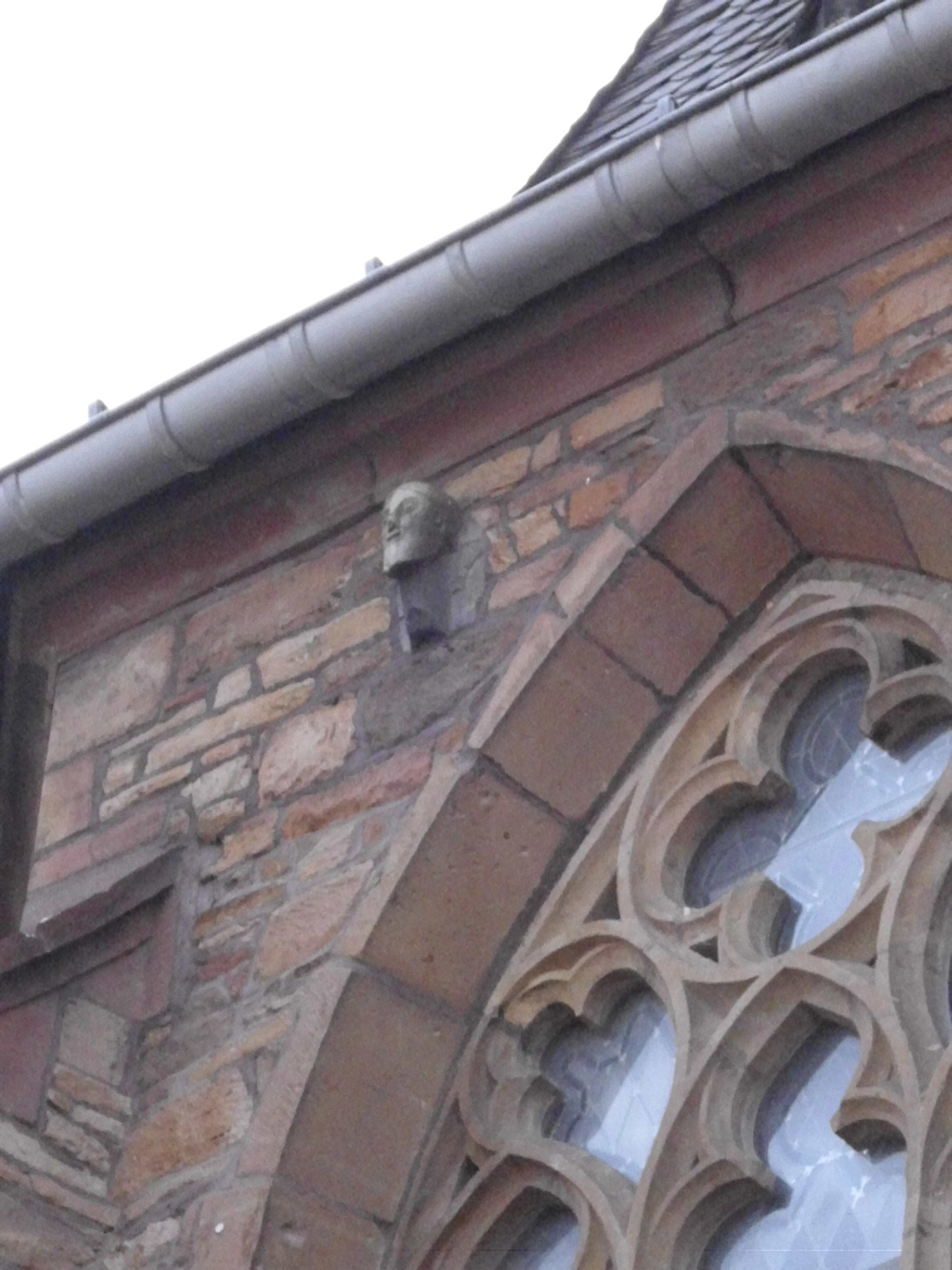
Detail in der mittleren Choraußenwand – der Kopf ist ein Teil eines romanischen Taufbeckens aus dem Vorgängerbau.
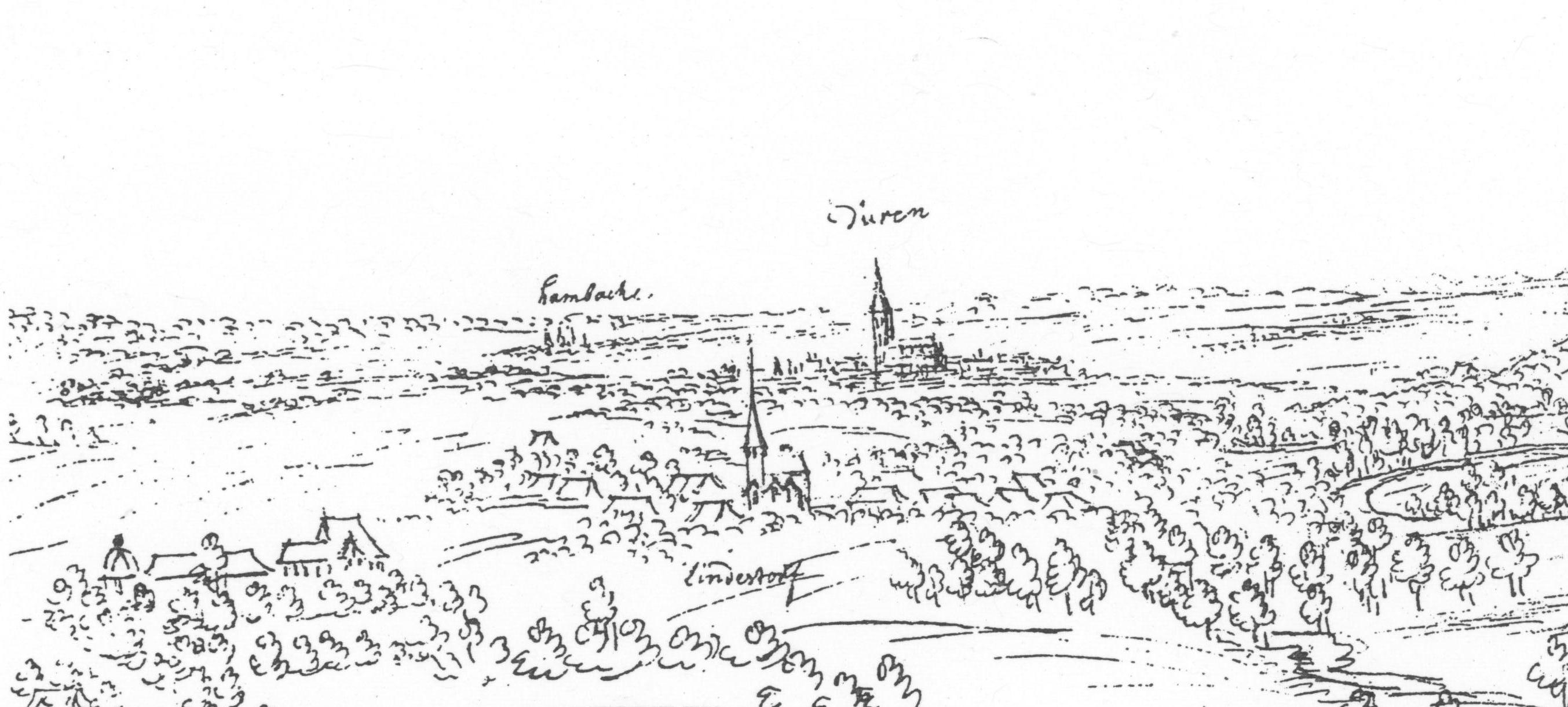
Deutlich zu sehen ist auf dieser Zeichnung von Renier Roidkin die Ausdehnung der Kirche in Lendersdorf vor den Ausbauten des 19. Jahrhunderts, der Turm sitzt noch über dem letzten Joch

## Pfarrer
Folgende Priester wirkten bislang als Pastor an St. Michael:
| von – bis | Name               |
| --------- | ------------------ |
| 1926–1947 | Franz Heinen       |
| 1947–1948 | Wilhelm Heßler     |
| 1949–1969 | Ferdinand Marechal |
| 1969–1973 | Leo Eißen          |
| 1973–1989 | Otto Stephan       |
| 1989–2003 | Rainer Gattys      |
| Seit 2003 | Hans Tings         |